# بخش خوای
بخش خوای (به انگلیسی: Khowai district) یک منطقهٔ مسکونی در هند است که در تریپورا واقع شده‌است. بخش خوای ۱٬۳۷۷٫۲۸ کیلومتر مربع مساحت و ۳٬۲۷٬۵۶۴ نفر جمعیت دارد.